# Gunte
Gunte este o localitate din comuna Krško, Slovenia, cu o populație de 31 de locuitori.